# Cost, Insurance and Freight
Cost, Insurance and Freight (CIF) é um termo Incoterms que significa que o preço de venda inclui os custos do bem, de transporte e de seguros.